# Arnold, Missouri
Arnold är största stad i Jefferson County i Missouri. Vid 2010 års folkräkning hade Arnold 20 808 invånare.